# Шоу, Джордж Рассел
Джордж Рассел Шоу (англ. George Russell Shaw; 1848—1937) — американский ботаник и архитектор, специалист по роду Сосна.

## Биография
Джордж Рассел Шоу родился 28 октября 1848 года в городе Паркмен штата Мэн.
Учился в Гарвардском университете, в 1869 году окончил его со степенью бакалавра, после чего продолжил обучение и в 1872 году получил степень магистра.
Шоу занимался архитектурой, в 1873 году он вместе с Генри Ханвеллом стали авторами проекта женской городской больницы Бруклайна. Также Шоу и Ханвелл были архитекторами библиотеки Колледжа Уэллсли, Физической лаборатории Джефферсона Гарвардского университета и Госпиталя глазных и ушных болезней в Бостоне. Кроме того, по их проекту было сооружено здание меднопромышленной компании Calumet and Hecla Mining Company в Мичигане.
Затем Шоу решил оставить архитектурное дело и изучать ботанику. С 1903 по 1905 он путешествовал по Мексике вместе с Сайрусом Гернси Принглом. В 1909 году была выпущена его иллюстрированная статья по соснам этого региона. Также Шоу посетил Ботанические сады Кью (K) для изучения образцов растений гербария.
15 января 1937 года Джордж Шоу скончался.
Гербарий Джорджа Шоу хранится в Арборетуме Арнольд Гарвардского университета (A).

## Некоторые научные работы
- Shaw, G.R. (1909). The pines of Mexico. 29 p., 22 pl.
- Shaw, G.R. (1914). The genus Pinus. 96 p., 39 pl.